# Yara Birkeland
Die Yara Birkeland ist ein Containerschiff des norwegischen Unternehmens Yara International. Es soll das erste autonom betriebene Frachtschiff weltweit werden. Der Testbetrieb läuft seit Ende April 2022.

## Geschichte
Das Schiff wurde im August 2018 bei der norwegischen Schiffbaugruppe Vard bestellt und unter der Baunummer 909 gebaut. Der Schiffsrumpf wurde auf der Vard-Werft in Brăila in Rumänien gebaut. Der Bau des Schiffes begann mit dem ersten Stahlschnitt am 14. Dezember 2018. Die Kiellegung erfolgte am 19. Februar 2019, der Stapellauf am 19. Februar 2020. Der Schiffsrumpf wurde im April/Mai 2020 zur Komplettierung und Ausrüstung zur Vard-Werft in Brattvåg in Norwegen geschleppt.
Das Projekt wurde Anfang Mai 2020 aufgrund der COVID-19-Pandemie und der damit verbundenen wirtschaftlichen Entwicklung zunächst gestoppt, später aber wieder aufgenommen und das Schiff in Brattvåg ausgerüstet. Die Übergabe an Yara Norge erfolgte am 24. November 2020. Das Schiff wurde am 18. November 2021 in Oslo eingeladenen Gästen vorgestellt. Die Betriebsaufnahme und der Beginn einer zweijährigen Testphase erfolgte am 29. April 2022. Betrieben wird das Schiff vom norwegischen Unternehmen Massterly.
Der Schiffsentwurf (Typ: MT 2007) stammt von dem norwegischen Schiffsarchitekturbüro Marin Teknikk. Die Baukosten beliefen sich auf rund 250 Mio. NOK. Der norwegische Staat förderte den Bau durch sein Unternehmen Enova, das im Energiebereich den Umbau zu umweltfreundlicherem Verbrauch und nachhaltiger Produktion unterstützen soll, mit 133 Mio. NOK. Der Name des Schiffes setzt sich aus dem Firmennamen Yara und dem Nachnamen eines der Gründer des Unternehmens, Kristian Birkeland, zusammen.

## Beschreibung
Das Schiff ist für den Transport von Kunstdünger in Containern zwischen dem Yara-Düngemittelwerk im Herøya-Industriepark und den Häfen Brevik bzw. Larvik vorgesehen, die rund sieben bzw. 30 Seemeilen entfernt liegen. Dadurch sollen pro Jahr rund 40.000 Lkw-Fahrten eingespart werden. Zunächst ist für eine Übergangsphase der Betrieb mit einer Schiffsbesatzung vorgesehen. Hierfür wird eine temporäre Brücke installiert.
Das Schiff verfügt über einen lukendeckellosen Laderaum. Dies erleichtert den automatisierten Umschlag der Container. Der Laderaum ist in vier Abteilungen unterteilt und mit Cellguides für 20-Fuß-Container ausgestattet. Pro Abteilung können zwei Container hintereinander und vier Container nebeneinander geladen werden. Die Kapazität des Schiffes beträgt 120 TEU.
Angetrieben wird das Schiff elektrisch von zwei Propellergondeln mit Zugpropellern mit jeweils 900 kW Leistung. Es ist mit zwei Bugstrahlrudern mit jeweils 700 kW Leistung ausgestattet. Für die Stromversorgung stehen Akkumulatoren mit 6,8 MWh zur Verfügung. Diese sind aus Redundanzgründen in vier separaten Räumen untergebracht. Die Akkumulatoren sollen in mindestens einem der regelmäßig angelaufenen Häfen aufgeladen werden können.
Das Schiff ist mit einem System zum automatischen Festmachen in den Häfen ausgerüstet. Auch die Transportkette vom Werk zum Schiff inklusive der Beladung des Schiffes soll automatisiert werden.

## Auszeichnungen
Das Schiffsarchitekturbüro Marin Teknikk wurde im Oktober 2018 während einer Industriedesignkonferenz in Giske mit dem Preis für die „Grüne Innovation des Jahres“ (Årets grønne innovasjon) ausgezeichnet.
Yara International und die Kongsberggruppe wurden im November 2018 von der Umweltstiftung Zero für die Entwicklung des ersten emissionsfreien und autonomen Containerschiffs mit dem Klimapreis 2018 sowie im März 2019 im Rahmen des Greentech Festivals in Berlin mit dem Green Awards 2019 ausgezeichnet.